# Ступница (Лозница)
Ступница је насељено место града Лознице у Мачванском округу. Према попису из 2022. било је 676 становника.
Овде се налази Црква Светог архангела Гаврила у Ступници.

## Демографија
У насељу Ступница живи 788 пунолетних становника, а просечна старост становништва износи 42,8 година (41,1 код мушкараца и 44,5 код жена). У насељу има 285 домаћинстава, а просечан број чланова по домаћинству је 3,30.
Ово насеље је великим делом насељено Србима (према попису из 2002. године).
|  |

| Демографија | Демографија | Демографија |
| Година      | Становника  | Становника  |
| ----------- | ----------- | ----------- |
| 1948.       | 1.351       |             |
| 1953.       | 1.495       |             |
| 1961.       | 1.404       |             |
| 1971.       | 1.278       |             |
| 1981.       | 1.250       |             |
| 1991.       | 1.159       | 1.040       |
| 2002.       | 941         | 1.100       |
| 2011.       | 891         |             |
| 2022.       | 676         |             |

| Етнички састав према попису из 2002.‍ | Етнички састав према попису из 2002.‍ | Етнички састав према попису из 2002.‍ | Етнички састав према попису из 2002.‍ | Етнички састав према попису из 2002.‍ |
| ------------------------------------ | ------------------------------------ | ------------------------------------ | ------------------------------------ | ------------------------------------ |
|                                      |                                      |                                      |                                      |                                      |
| Срби                                 | Срби                                 |                                      | 910                                  | 96,70%                               |
| непознато                            | непознато                            |                                      | 26                                   | 2,76%                                |

| Година пописа     | 1948. | 1953. | 1961. | 1971. | 1981. | 1991. | 2002. |
| ----------------- | ----- | ----- | ----- | ----- | ----- | ----- | ----- |
| Број домаћинстава | 222   | 226   | 247   | 275   | 298   | 296   | 285   |

| Број чланова      | 1  | 2  | 3  | 4  | 5  | 6  | 7  | 8 | 9 | 10 и више | Просек |
| ----------------- | -- | -- | -- | -- | -- | -- | -- | - | - | --------- | ------ |
| Број домаћинстава | 51 | 73 | 42 | 43 | 32 | 28 | 12 | 3 | 0 | 1         | 3,30   |

| Пол    | Укупно | Неожењен/Неудата | Ожењен/Удата | Удовац/Удовица | Разведен/Разведена | Непознато |
| ------ | ------ | ---------------- | ------------ | -------------- | ------------------ | --------- |
| Мушки  | 408    | 109              | 255          | 22             | 4                  | 18        |
| Женски | 409    | 46               | 266          | 74             | 8                  | 15        |
| УКУПНО | 817    | 155              | 521          | 96             | 12                 | 33        |

| Пол    | Укупно                    | Пољопривреда, лов и шумарство | Рибарство                            | Вађење руде и камена | Прерађивачка индустрија       |
| ------ | ------------------------- | ----------------------------- | ------------------------------------ | -------------------- | ----------------------------- |
| Мушки  | 161                       | 60                            | 0                                    | 0                    | 29                            |
| Женски | 100                       | 68                            | 0                                    | 0                    | 11                            |
| УКУПНО | 261                       | 128                           | 0                                    | 0                    | 40                            |
| Пол    | Производња и снабдевање   | Грађевинарство                | Трговина                             | Хотели и ресторани   | Саобраћај, складиштење и везе |
| Мушки  | 3                         | 13                            | 9                                    | 1                    | 12                            |
| Женски | 0                         | 0                             | 4                                    | 3                    | 0                             |
| УКУПНО | 3                         | 13                            | 13                                   | 4                    | 12                            |
| Пол    | Финансијско посредовање   | Некретнине                    | Државна управа и одбрана             | Образовање           | Здравствени и социјални рад   |
| Мушки  | 0                         | 1                             | 1                                    | 3                    | 3                             |
| Женски | 0                         | 0                             | 0                                    | 3                    | 1                             |
| УКУПНО | 0                         | 1                             | 1                                    | 6                    | 4                             |
| Пол    | Остале услужне активности | Приватна домаћинства          | Екстериторијалне организације и тела | Непознато            | Непознато                     |
| Мушки  | 1                         | 0                             | 0                                    | 25                   | 25                            |
| Женски | 3                         | 0                             | 0                                    | 7                    | 7                             |
| УКУПНО | 4                         | 0                             | 0                                    | 32                   | 32                            |